# Tomáš Dvořák (1995)
Tomáš Dvořák (* 7. května 1995, Havlíčkův Brod) je český hokejový obránce, odchovanec havlíčkobrodského hokeje, v současností působí v HC Dynamo Pardubice.
Od sezóny 2011/2012 byl pravidelným členem juniorských reprezentačních výběrů. V roce 2014 byl v širší nominaci na Mistrovství světa juniorů 2015, ze které byl, jako jeden z posledních, vyřazen pět dnů před začátkem turnaje.
V sezóně 2012/2013 nastupoval za karlovarskou juniorku v Mládežnické hokejové lize. Byl nejproduktivnějším zadákem týmu a s 25 plusovými body měl také nejlepší klubovou statistiku pobytu na ledě. Jako jediný zástupce týmu se pak v únoru 2014 účastnil utkání hvězd, ve kterém potvrdil své útočné kvality, když vstřelil vítězný gól výběru Západní konference.
V sezóně 2013/2014 se poprvé objevil v nejvyšší hokejové soutěži, když nastoupil k jednomu utkání základní části Tipsport extraligy a ke dvěma utkáním o umístění. V následující sezóně se začal objevovat v extralize pravidelně.